# لودیه‌نیتسه (بروون)
لودینیتسه (به چکی: Loděnice) یک منطقهٔ مسکونی در جمهوری چک است که در ناحیه بروون واقع شده‌است. لودینیتسه ۱٬۶۴۰ نفر جمعیت دارد.